# خليفة السعود
خليفة عبد الكريم السعود مواليد 12 ديسمبر 1994 في ، السعودية، هو لاعب كرة قدم سعودي يلعب لنادي السلام في الوسط.

## مسيرة اللاعب
لعب في نادي الثقبة ونادي السلام.